# 2014年哈尔滨在囚犯人越狱事件
2014年哈尔滨在囚犯人越狱事件，发生于9月2日早晨6时许，黑龙江省哈尔滨市延寿县公安局看守所的3名在押犯人杀害一名狱警后携枪逃离。

## 案件过程
在押犯人王大民、高玉伦、李海伟，将当班狱警段宝仁刺杀后携枪逃离。三人逃跑时以警服伪装，一人着警服外衣，一人着短袖夏装，一人着长袖秋装。
案发后，事发地全部进出城道路均设立检查岗。警方出动直升机实行空中搜捕。
有消息称，警方与距离县城两公里左右的五七水库附近，抓获两名犯罪嫌疑人，另有一人加紧追捕。但该消息澄清为谣言。黑龙江省公安厅刑侦总队亦澄清案情尚未有进展，没有嫌疑人落网，没有涉枪。三名嫌犯被公安部列为A级逃犯，赏金升至45万元。
9月3日，犯罪嫌疑人之一的李海伟于延寿县与山村被警方与村民合力抓获。王大民翌日被抓。9月4日，高玉伦现身当地白鹤村和兴隆村交界处玉米地。当天15时许，数百名武警赶往现场，荷枪实弹封堵玉米地。11日17时许，高玉伦在黑龙江延寿县青川乡被公安机关抓获。据称，高玉伦去侄女家吃饭时，亲属报警将其抓获。
中国中央电视台公布了越狱时的监控画面，全程除遇害民警和犯人外，未见其他人。

## 审判
2015年4月28日，哈尔滨市中级人民法院审理了该案，这些越狱人士被指控暴动越狱、故意杀人、故意伤害、盗窃和故意毁坏财物。5月22日，三名责任人张阁群、范德延、张秀利被控滥用职权罪、玩忽职守罪，于当日当庭受审。
2015年11月13日，哈尔滨市中级人民法院一审宣判，高玉伦、王大民因犯暴动越狱、故意杀人、故意伤害、盗窃和故意毁坏财物罪，被判死刑，李海伟因犯暴动越狱、故意杀人、故意伤害、盗窃和故意毁坏财物罪，被判无期徒刑，三人均剥夺政治权利终身。11月20日，哈尔滨市松北区人民法院一审宣判，张阁群犯滥用职权罪，判处有期徒刑六年，范德延、张秀利犯玩忽职守罪，分别判处有期徒刑五年和有期徒刑三年。